# Andrea Arnaboldi
Andrea Arnaboldi (ur. 27 grudnia 1987 w Mediolanie) – włoski tenisista.

## Kariera tenisowa
Podczas swojej kariery zwyciężył w dwóch deblowych turniejach rangi ATP Challenger Tour.
W 2014 roku podczas French Open zadebiutował w turnieju głównym imprezy Wielkiego Szlema w grze pojedynczej. Po wygraniu trzech meczów w kwalifikacjach przegrał w pierwszej rundzie z Simonem Bollelim.
Rok później w tym samym turnieju wygrał swój pierwszy mecz w karierze w wielkoszlemowej imprezie. Po przejściu kwalifikacji pokonał w pierwszej rundzie turnieju głównego Jamesa Duckwortha. W drugiej rundzie przegrał natomiast z Marinem Čiliciem.
W rankingu gry pojedynczej najwyżej był na 153. miejscu (12 października 2015), a w klasyfikacji gry podwójnej na 130. pozycji (15 lutego 2016).

### Zwycięstwa w turniejach ATP Challenger Tour w grze podwójnej
| Końcowy wynik | Nr | Data                 | Turniej  | Nawierzchnia | Partner                 | Przeciwnicy                       | Wynik finału      |
| ------------- | -- | -------------------- | -------- | ------------ | ----------------------- | --------------------------------- | ----------------- |
| Zwycięzca     | 1. | 26 kwietnia 2015     | Vercelli | Ceglana      | Hans Podlipnik-Castillo | Siergiej Betow Andreas Siljeström | 6:7(5), 7:5, 10–3 |
| Zwycięzca     | 2. | 18 października 2015 | Rennes   | Twarda       | Antonio Šančić          | Wesley Koolhof Matwé Middelkoop   | 6:4, 2:6, 14–12   |